# Cu cu Madagascar
Cuculus rochii là một loài chim trong họ Cuculidae.